# Болгарка (Николаевская область)
Болгарка (укр. Болгарка) — село в Первомайском районе Николаевской области Украины.
Основано в 1915 году. Население по переписи 2001 года составляло 68 человек. Почтовый индекс — 56311. Телефонный код — 5135. Занимает площадь 0,274 км².

## Известные уроженцы
- Ларин, Василий Михайлович  (1908 — 1957) — советский военачальник, генерал-майор.

## Местный совет
56310, Николаевская обл., Врадиевский р-н, с. Сырово, ул. Ленина, 106